# Душан Нинков
Душан Нинков (Суботица, 25. јун 1945 — Нови Сад, 6. март 2021) био је југословенски и српски директор фотографије.

## Биографија
Рођен је у Суботици 1945. године, а основну школу и гимназију завршио је у Новом Саду, где је и дипломирао на Правном факултету 1967. године.
Кинематографијом се професионално бавио од 1966. године, прво као сниматељ, а затим и као главни сниматељ играног филма, односно као директор фотографије од 1971. године. Од 1988. године имао је звање слободног уметника, а као директор фотографије снимио је велики број филмова, као и играних дугометражних : Парлог, Трофеј и Да није љубави, не би свита било, редитеља Кароља Вичека, Велики транспорт Вељка Булајића, Широко је лишће Петра Латиновића, Стићи пре свитања Александра Ђорђевића, Време леопарда Здравка Велимировића, и филма Граница Зорана Маширевића.
Нинков је био директор фотографије друге екипе и за филм Чаруга Рајка Грлића, а снимио је више од 120 документарних краткометражних филмова. Посебна специјалност Нинкова били су снимци из ваздуха и подводна снимања. Током каријере сарађивао је са Желимиром Жилником, Батом Ченгићем, Александром Петровићем и многим другима.
За потребе југословенских и српских ТВ станица реализовао је више од 300 различитих емисија. Током каријере снимио је 30 документарних емисија за независне продуцентске куће током ратова 1992—1999. године, за време Рата у Хрватској, Рата у Босни и Херцеговини и НАТО бомбардовања СРЈ.
Као сниматељ радио је на бројним документарним серијама као што су Човек пева после рата, Новосадски фотографи, Војводина рок енд рол прича, Тајна друштва, као и Резови са анестезијом, Душка Богдановића.
Био је члан жирија на филмским фестивалима у Пули, Београду, Крању и у Новом Саду.
Један је од оснивача и председник у два мандата, као и некадашњи члан Удружења филмских и телевизијских радника Војводине. Био је члан Академије Републике Србије за филмску уметност и члан Српске асоцијације сниматеља.
Преминуо је 6. марта 2021. године у Новом Саду, после кратке и тешке болести.

## Награде
Нинков је награђиван на фестивалима у Пули, Београду и Битољу. За игране филмове Парлог, Време леопарда, Глуви барут (за уводну сцену сниману из ваздуха) и Граница, награђиван је на фестивалима у иностранству.
На фестивалима Југословенског филма у Београду освојио је две златне медаље и неколико специјалних признања. Добитник је награде „Искра културе” за 2006. годину Завода за културу Војводине, као и Награде „Славуј Хаџић”, РТВ за животно дело, која му је додељена 2012. године. Године 1997. на Међународном фестивалу рекламног филма у Кошицама добио је награде за три спота и један краткометражни филм.